# Ephydra murina
Ephydra murina är en tvåvingeart som beskrevs av Wirth 1975. Ephydra murina ingår i släktet Ephydra och familjen vattenflugor. Inga underarter finns listade i Catalogue of Life.